# Тучков, Николай Алексеевич
Никола́й Алексе́евич Тучко́в 16 [27] апреля 1765 — 30 октября [11 ноября] 1812) — генерал-лейтенант российской армии, командир пехотного корпуса, старший из четырёх братьев, участвовавших в Отечественной войне 1812 года.

## Биография

### Ранние годы
Дворянин. Отец — Алексей Васильевич Тучков (1729—1799) генерал-поручик инженерных войск, участвовал в Семилетней войне, управлял в Санкт-Петербурге инженерной и артиллерийской частью. Действительный тайный советник. Сенатор.
На военную службу был записан 15 (26) марта 1773 — кондуктором в Инженерный корпус. 9 (20) сентября 1778 переведён сержантом в артиллерию. 12 (23) сентября 1778 назначен флигельс-адъютантом генерал-фельдцейхмейстера (флигель-адъютантом инженерного корпуса из сержантов). 14 (25) июля 1783 получил звание подпоручика (из флигель-адъютантов при генерал-майоре инженерного корпуса) и был определён в Канонирский полк. В 1785 назначен генеральс-адъютантом ген.-фельдцейхмейстера в ранге поручика (по другим сведениям, оставался в должности флигельс-адъютанта при генерал-поручике инженерного корпуса). 15 (26) января 1787 произведён в капитаны инженерного корпуса (из флигель-адъютантов при генерал-поручике инженерного корпуса) с переводом в бамбардирский батальон. Принимал участие в русско-шведской войне 1788—1790 годов, после чего в 1790 был переведён премьер-майором на должность обер—квартирмейстера в Муромский пехотный полк. 30 января (10 февраля) 1793 произведён в подполковники с переводом в Великолуцкий пехотный полк. Командуя в нём батальоном, подавлял польское восстание 1794 года. 4 (15) октября 1794 произведён в полковники с переводом в Белозерский пехотный полк.

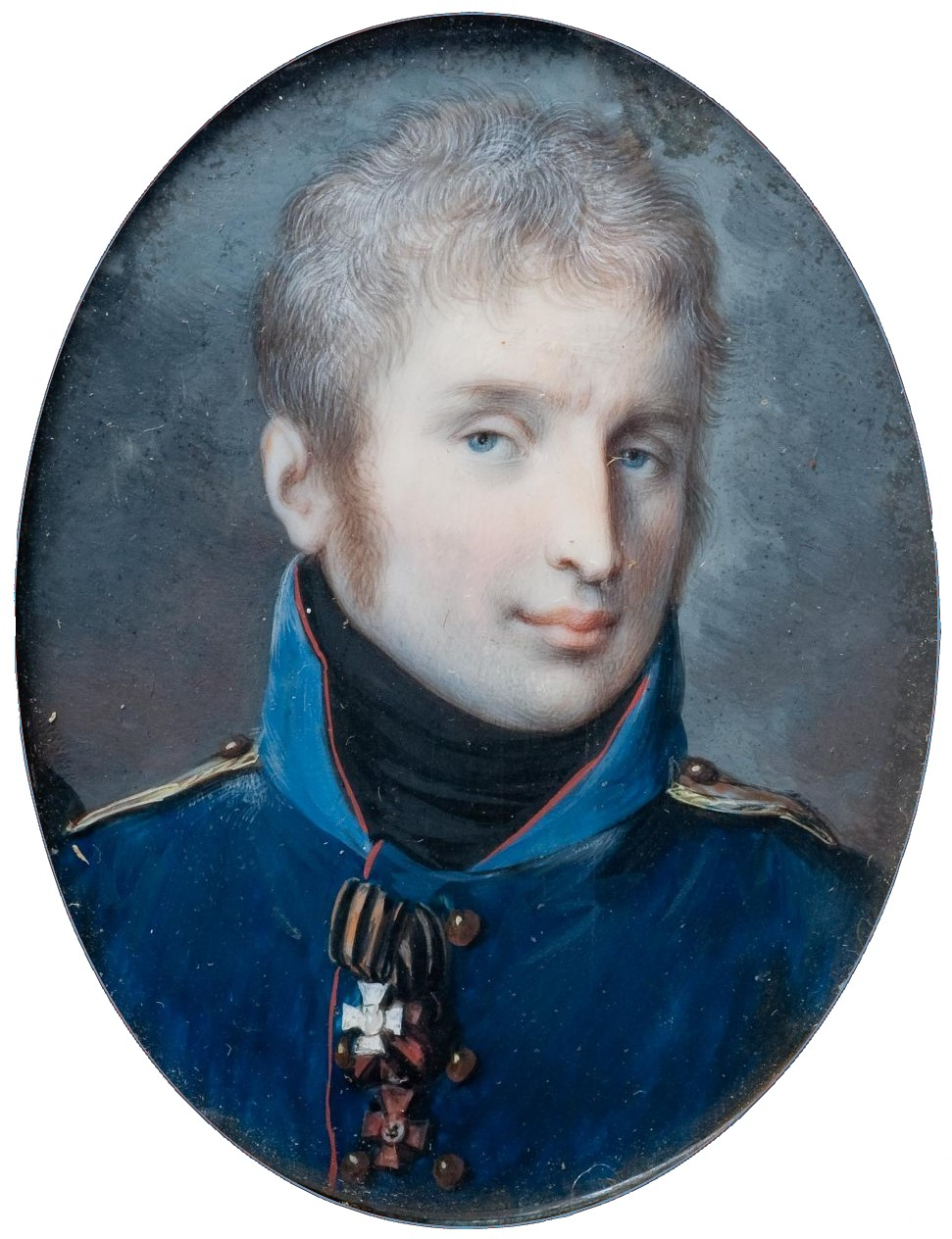
Н. А. Тучков. Портрет работы П. Э. Строли (начало 1800-х годов)

9 ноября был удостоен ордена Св. Георгия 4-го класса 
За отличную храбрость, оказанную против польских мятежников 29 сентября при Мациовицах, где взял приступом замок и отбил пушку.
4 (15) октября 1797 получил звание генерал-майора с одновременным назначением на должность шефа Севского мушкетёрского полка.

### Войны с Наполеоном
- Война Второй антифранцузской коалиции 1798–1802 гг.

В апреле 1799 года участвовал в Швейцарском походе Суворова в качестве командира полка, входившего в состав корпуса А. М. Римского-Корсакова. Успешно — потеряв при этом всего 120 человек, — вырвался из неприятельского окружения 25—26 сентября под Цюрихом, пробившись к Шаффхаузену. 13 сентября 1799 года получил звание генерал-лейтенанта. 21 октября (2 ноября) 1800 — назначен инспектором по инфантерии Лифляндской инспекции.
- Русско-прусско-французская война 1806–1807 гг.

5 (17) февраля 1806 назначен начальником 4-й (с 04.05.1806 — 5-й) дивизии 2-й армии генерала Буксгевдена, во главе которой принимал участие под началом Каменского в кампании 1806—1807 годов в Польше, в том числе в битве при Пултуске 26 декабря. Во время январского наступления 1807 года командовал сразу тремя дивизиями (5-й, 7-й и 8-й), участвовал в битве при Прейсиш-Эйлау 7—8 февраля этого года, в которой командовал правым флангом русских войск и предпринял несколько успешных контратак. В апреле отбил несколько попыток вражеских войск переправиться через Нарев в районе Сероцка. 11 июня ему удалось одержать победу над Клапаредом у Дрензево и Борки, однако на следующий день он был разбит Андре Массена. После поражения под Фридландом, оставления Остроленки и отхода к Тыкоцину Тучкова до заключения Тильзитского мира заменил Пётр Толстой.

За проявленную в период сражений Войны четвёртой коалиции храбрость 26 августа 1807 года получил орден Св. Георгия 3-го класса № 172 
В награду за отличные подвиги мужества и храбрости, оказанные в продолжение минувшей войны против французских войск.

### Русско-шведская война 1808-1809
С 16 (28) февраля 1808 в качестве командира 5-й дивизии русских войск в Саво участвовал в Русско-шведской войне под началом Буксгевдена, его силы составили правое крыло русской армии. Первым занятым им шведским городом стал Иоккас, а затем С.-Михель. 27 февраля (10 марта) 1808 Тучков захватил Варкаус, а 4 (16) марта 1808 его войска заняли Куопио. Оставив там гарнизон Булатова, Тучков двинулся на запад, где 28 марта (9 апреля) 1808 в Гамла–Карлебю соединился с наступающим с юга корпусом Раевского. 4 (16) апреля 1808 авангард отряда Тучкова атаковал и разбил шведский арьергард в нескольких стычках у м. Юппери, Вийрет и Пихайоки. 27 апреля участвовал в сражении при Револаксе, ликвидировал шведский десант, высадившийся под Або. 6 (18) июня 1808 назначен командиром корпуса в Финляндии, после чего продолжил совместно с Николаем Раевским наступление на север, но был вынужден отступить, после чего вернулся в Саво и 15 октября предпринял неудачную попытку штурма Иденсальми, отражённую Юханом Сандельсом.

### Между войнами

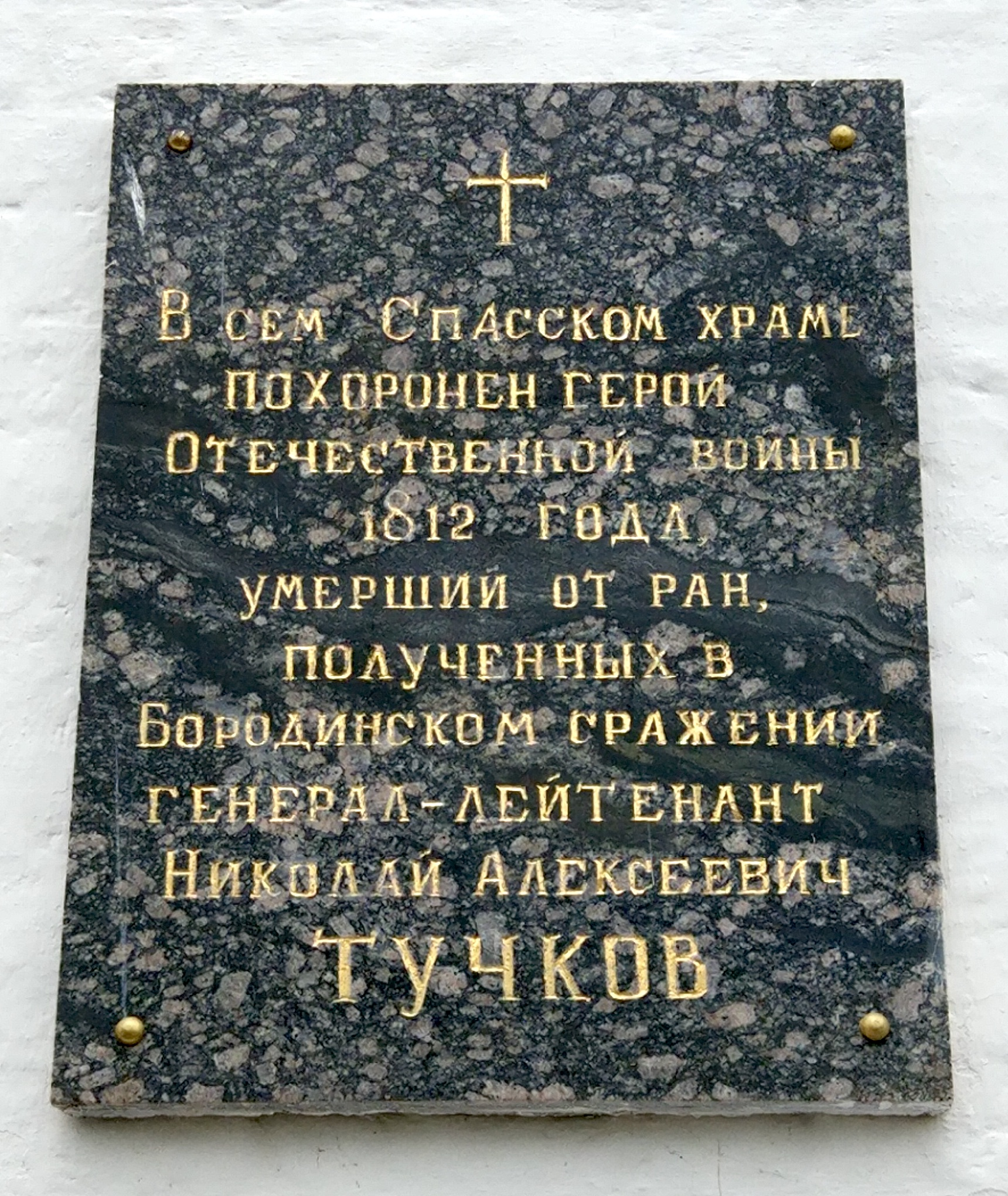
Мемориальная доска на стене Спасского храма Толгского монастыря

8 (20) января 1811 получил назначение каменец-подольским военным губернатором, а 17 (29) января 1811 — назначен и управляющим по гражданской части Подольской губ. В конце августа 1811 года командовал 3-й дивизией в Валахии, сражался против турецких войск.

### Отечественная война 1812 года
Перед самым началом Отечественной войны 1812, с 2 (14) апреля 1812 принял командование над 3-м пехотным корпусом 1-й Западной армии Барклая де Толли, во главе которого совместно с 4-м корпусом участвовал в бою у Островно, а также в сражениях под Смоленском 17 августа и под Лубино, где 19 августа совместно с Вюртембергом одержал победу над Мишелем Неем, и у деревни Утицы, перекрыв Старую Смоленскую дорогу на Бородинской позиции. 26 августа во время боя за Утицкий курган, бывший ключевой высотой, возглавил контратаку Павловского гренадерского полка на левом фланге, получив во время неё тяжёлое пулевое ранение в грудь. После перевязки был отправлен на лечение в Можайск, затем в Ярославль, где и скончался.  19 ноября (1 декабря) 1812 исключен из списков умершим от ран. Был похоронен в Толгском монастыре. В сентябре 1990 года на стене Спасского храма в его честь была открыта мемориальная доска.

## Военные чины
- Кондуктор (15.03.1773)[11]
- Сержант артиллерии (09.09.1778)
- Флигельс—адъютант инженерного корпуса (12.09.1778)
- Подпоручик артиллерии (14.07.1783)
- Генеральс—адъютант ген.—фельдцейхмейстера в ранге поручика (1785)
- Капитан инженерного корпуса (15.01.1787)
- Премьер—майор (обер-квартирмейстер премьер-майорского ранга) (1790)[12]
- Подполковник (30.01.1793)
- Полковник (04.10.1794)
- Генерал-майор (04.10.1797)
- Генерал-лейтенант (13.09.1799)

## Награды

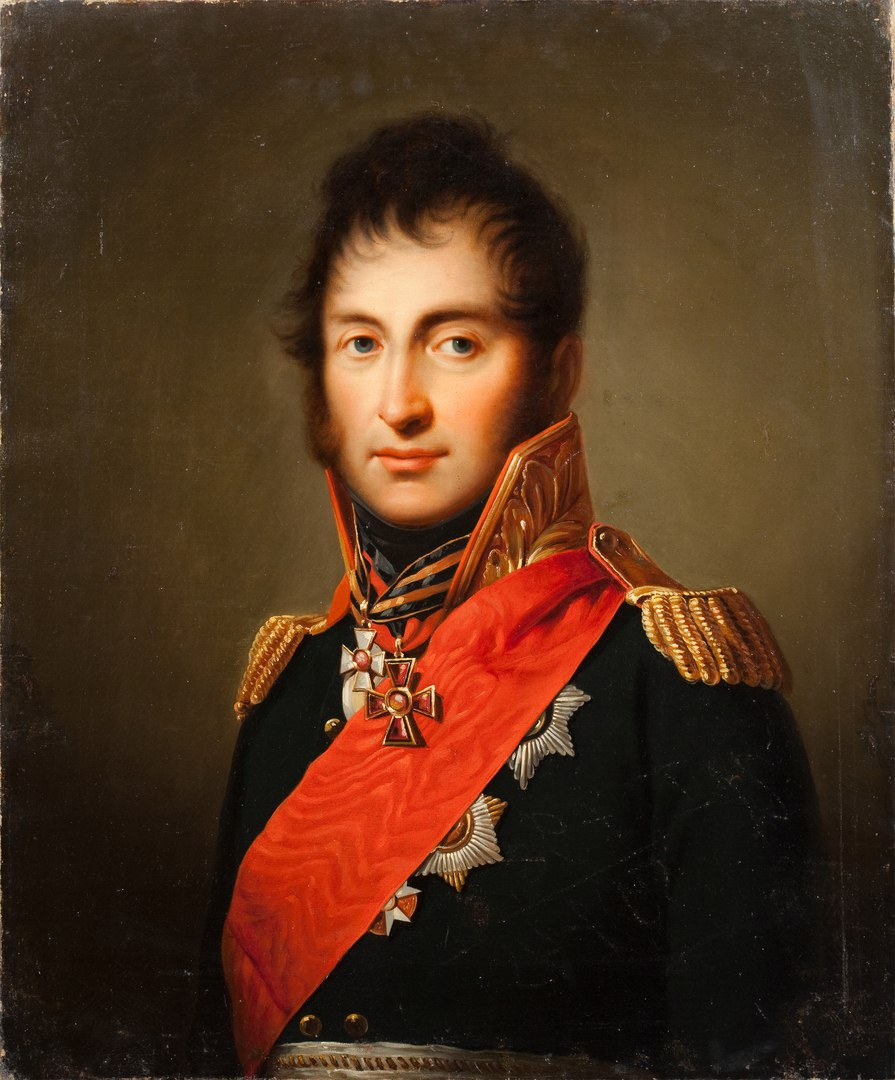
Копия с оригинала Ж. Л. Монье 1808-1812 гг.

- Орден Святого Владимира 4-й степени (22.09.1793)
- Орден Святого Георгия 4-й степени (09.11.1794)
- Орден Святого Владимира 2-й степени (8.04.1807)[13]
- Орден Святого Георгия 3-й степени (22/26.11.1807)[14]
- Орден Святого Александра Невского (07/11.11.1808)[15]
- Орден Святой Анны 1-й степени (?)[16]
- Серебряная медаль «В память Отечественной войны 1812 года» (?)[17]
- Орден Красного орла Большого креста (1807, королевство Пруссия)[18]